# Челпан Костянтин Федорович
Костянтин Федорович Челпан (27 травня 1899, Чердакли — 10 березня 1938, Харківська в'язниця) — український радянський інженер-механік, етнічний грек; начальник конструкторського бюро Харківського паровозобудівного заводу, головний конструктор двигуна танка Т-34; репресований.

## Біографія
Після закінчення Маріупольського реального училища та участі у громадянській війні 1924 року закінчив відділення двигунів внутрішнього згоряння Харківського технологічного інституту. За розподілом працював конструктором, начальником відділу дизельного цеху, головним конструктором, начальником конструкторського бюро Харківського паровозобудівного заводу (1924—1937 роки). Головний конструктор двигуна танка Т-34 (спільно із помічниками Я. Віхманом, І. Бером, П. Яріним, Г. Аптекманом, С. Горбатюком), за що 1935 року нагороджений Орденом Леніна.

Постанова НКВС на арешт Костянтина Челпана

Паралельно з 1927 року викладав у Харківському інституті. Читав курси лекцій з теплотехніки, ДВС, безкомпресорних дизель-моторів. Пройшов стажування в Німеччині, Швейцарії, Англії. З 1929 року — науковий співробітник науково-дослідної кафедри теплотехніки при ХТІ.
16 грудня 1937 року в перші дні «грецької операції» НКВС Костянтин Челпан заарештований за "керування грецькою націоналістичною контрреволюційною організацією", а також за "участь у шкідницькій змові" на заводі ХТЗ. На допитах піддавався тортурам і підписав зізнання у шпигунській діяльності. 4 лютого 1938 року прийнято рішення розстріляти Костянтина Челпана, вирок виконали 10 березня 1938 року у Харківській в'язниці. Розстріл приховали. Дружині через кілька років направили свідоцтво про смерть чоловіка, що сталася 16 травня 1942 від декомпенсованого пороку серця.
6 серпня 1956 року Костянтин Федорович Челпан Військовою колегією Верховного суду СРСР реабілітований, але правда про розстріл стала відомою тільки 1988 року.

## Вшанування пам'яті
- 1994 року до 95-річчя з дня народження видатного інженера одна з вулиць села Чердакли названа ім'ям Костянтина Челпана.
- 2000 року за ініціативою ФГТУ видана книга Г. Захарової «Жизнеописание знаменитых греков Украины. Дело Константина Челпана».
- 2001 року Харківське міське товариство греків «Геліос» за підтримки міської влади встановило меморіальну дошку на будинку, де жив останні роки Костянтин Челпан.